# Билім-Колосовський Семен Петрович
Билім-Колосовський Семен Петрович (21 лютого 1857 — † 1931?) — генеральний хорунжий Армії Української Держави.

## Життєпис
Народився на Полтавщині. Закінчив Одеське піхотне юнкерське училище (1876), вийшов прапорщиком до 14-го стрілецького полку (Одеса), у складі якого брав участь у Російсько-турецькій війні 1877—1878 рр. У 1900–1901 рр. брав участь у Китайському поході. З 5 жовтня 1904 р. — полковник. У 1905 р. у складі 57-го піхотного Модлинського полку брав участь у поході на Далекий Схід. З 21 березня 1907 р. — командир Гродненського фортечного піхотного батальйону. З 1909 р. — командир 76-го піхотного Кубанського полку (Тульчин). Кавалер орденів Святого Станіслава, Святого Володимира, Святої Ганни. З 1913 р. — генерал-майор. 
Під час Першої світової війни — командир 1-ї бригади 10-ї Сибірської стрілецької дивізії, 1-ї бригади 14-ї Сибірської стрілецької дивізії. З 25 червня 1916 р. — начальник 118-ї піхотної дивізії. Нагороджений Георгіївською зброєю (16 серпня 1916, за бій 24 червня– 25 червня 1915).
З 14 вересня 1918 р. — начальник 14-ї пішої дивізії Армії Української Держави. З 12 жовтня 1918 р. до 15 листопада 1918 р. — начальник 8-ї пішої дивізії Армії Української Держави.
З 1920 р. жив в Одесі, заробляв на прожиття випадковими заробітками. За радянської влади був репресований. Подальша доля невідома.